# Sant'Alessio con Vialone
Sant'Alessio con Vialone är en kommun i provinsen Pavia i regionen Lombardiet i Italien. Kommunen hade 970 invånare (2018).